# Glüsingen (Wittingen)
Glüsingen ist eine Ortschaft der Stadt Wittingen im niedersächsischen Landkreis Gifhorn.

## Geografie
Der Ort liegt westlich des Kernbereichs von Wittingen. Zu Glüsingen gehört auch der westlich der Ortslage von Glüsingen gelegene Wohnplatz Mannhagen.
Westlich vom Ort verläuft der Elbe-Seitenkanal und fließt die 43,1 km lange Ise, die in Gifhorn in die Aller mündet.
Nordwestlich erstreckt sich das 834 ha große Naturschutzgebiet Schweimker Moor und Lüderbruch.

## Geschichte
Zwischen Glüsingen und Wunderbüttel bestand der Hünenkamp als Ringwall von 400 Metern Durchmesser. Die Anlage wurde nach archäologischen Untersuchungen in das 13. bis 14. Jahrhundert datiert, ohne das sich ihr Zweck bestimmen ließ. 
Am 1. März 1974 wurde Glüsingen zusammen mit den damaligen Gemeinden Darrigsdorf, Erpensen, Gannerwinkel, Kakerbeck, Lüben, Rade, Stöcken, Suderwittingen und Wollerstorf in die Stadt Wittingen eingemeindet.

### Einwohnerentwicklung
| Jahr      | 1910 | 1925 | 1933 | 1939 | 2008 | 2013 | 2017 | 2021 |
| --------- | ---- | ---- | ---- | ---- | ---- | ---- | ---- | ---- |
| Einwohner | 185  | 216  | 197  | 191  | 226  | 210  | 214  | 203  |

## Religion
Die Glüsinger Lutheraner gehören zur Kirchengemeinde St. Gabriel in Darrigsdorf. Auf katholischer Seite ist der Ort der Pfarrei St. Marien (Wittingen) zugeordnet.

## Politik
Ortsvorsteher ist Stefan Dammann.

## Wirtschaft und Infrastruktur

### Verkehr

#### Straßenverkehr

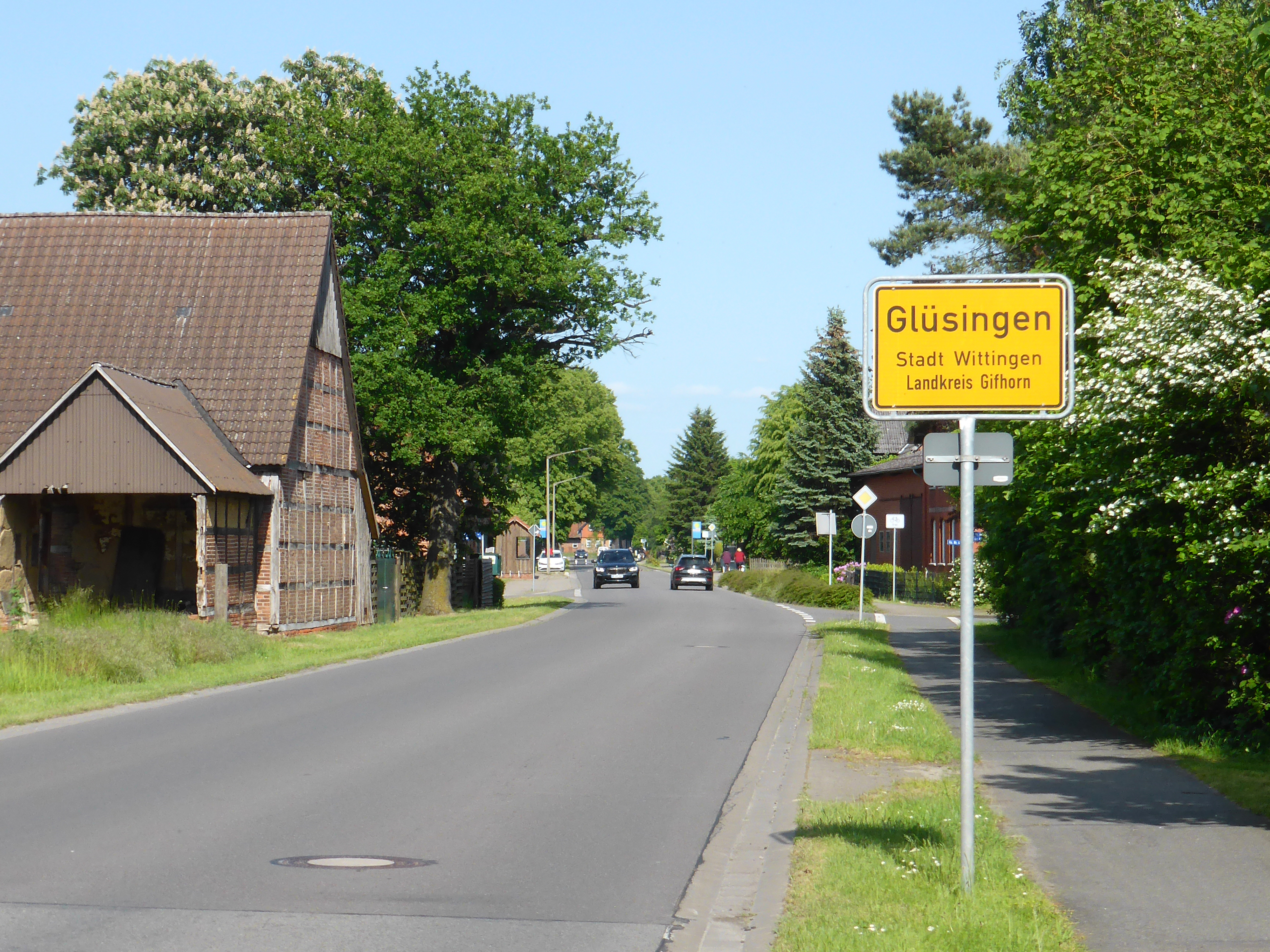
B 244 mit westlichem Ortseingang von Glüsingen

Die B 244 verläuft durch den Ort, dadurch ist Glüsingen vom Durchgangsverkehr belastet. Die Bundesstraße führt in westlicher Richtung über Alt Isenhagen und Hankensbüttel bis zur Bundesstraße 4 beim Großen Kain, und in östlicher Richtung über Wittingen, Helmstedt und Wernigerode bis nach Elbingerode im Harz.
Die Kreisstraße 15 beginnt in Wollerstorf und führt über Darrigsdorf bis nach Glüsingen, wo sie an der B 244 endet. Gemeindeverbindungsstraßen führen von Glüsingen nach Eutzen und zur Siedlung Hahnenberg. Die Straßen in Glüsingen tragen keine Straßennamen, die Wohnhäuser von Glüsingen sind nummeriert.
Die Buslinie 120 führt von Glüsingen nach Wittingen sowie über Alt Isenhagen bis nach Hankensbüttel. Die Buslinie 121 führt von Glüsingen nach Wittingen.

#### Eisenbahn
Die Bahnstrecke Celle–Wittingen verläuft gut einen Kilometer südlich von Glüsingen, sie wurde 1904 in Betrieb genommen. Am 25. Mai 1974 wurde der Personenverkehr auf dem an Glüsingen vorbeiführenden Streckenabschnitt eingestellt, der Haltepunkt Glüsingen wurde stillgelegt. Heute befindet sich der nächstgelegene Bahnhof in Wittingen.

#### Schifffahrt
Der Elbe-Seitenkanal verläuft knapp drei Kilometer westlich von Glüsingen, er verfügt an der Kreuzung des Kanals mit der Bundesstraße 244 über einen Hafen für Frachtschiffe und Sportboote. Siehe auch Häfen im Landkreis Gifhorn.